# Hortobágyi kényszermunkatábor
A hortobágyi kényszermunkatábort a kommunista diktatúra hozta létre az 1950-es évek elején Magyarország keleti részén.
1950 és 1953 között mintegy tízezer embert telepítettek ki bírói ítélet nélkül. Fegyveres őrizet mellett, embertelen körülmények között kellett kényszermunkát végezniük a Hortobágy, Nagykunság és Hajdúság környéki állami gazdaságokban. A kitelepítettek az 1953-as amnesztiát követően sem térhettek vissza otthonaikba és kárpótlást sem kaphattak.
1950. június 23-án megkezdődött deportálások a kommunista hatalom beteges félelmének jellemző példái voltak. Családok ezreit vitték 12 alföldi munkatáborba az ország nyugati és déli határvidékéről, amelyet az akkori kormányzat (Dobi István, Rákosi Mátyás, Nagy Imre) a hidegháborús viszonyok miatt nem mondott „biztonságosnak”. A kitelepítetteknek alig egy órájuk volt holmijaik összeszedéséhez, irataikat elvették, s a lakhelyükön csak mintegy fél méter széles ágyon kaptak helyet. Kényszermunkájukat a környező falvak állami gazdaságaikban végezték egészen addig, amíg az első Nagy Imre-kormány 1953 júliusában amnesztiát hirdetett, és az év őszén feloszlatták az internálótáborokat. A kárvallottak azonban előző lakhelyeikre nem mehettek vissza, és csak segédmunkára vették fel őket. A rendszerellenesnek nyilvánított elhurcoltak házát, vagyonát így végleg elkobozták, amivel a lakosságot akarta a hatalom megfélemlíteni. Az áldozatokat azóta sem kárpótolta senki.

## Táborok
| Tábor neve | Fennállása |
| --- | --- |
| - Árkus - Borsós - Borzas-Mihályfalva - Ebes - Elep - Erzsébet-tanya - Kócspuszta - Kónya - Kormópuszta - Lászlómajor - Lenintanya - Tedej | - 1950-1953 - 1952-1953 - 1950-1953 - 1951-1953 - 1951-1953 - 1950-1953 - 1950-1953 - 1950-1953 - 1950-1953 - 1952-1953 - 1950-1953 - 1951-1953 |

## Jelen
2000-ben a még életben lévő kényszermunkások létrehozták a Hortobágyi Kényszermunkatáborokba Elhurcoltak Egyesületét.

## Szakirodalom
- Beke Ferencné (dr. Barton Attila és Jeney Attila szerk.): Három év Hortobágy poklában (Kráter Kiadó, Pomáz, 2002) ISBN 963-9472-09-3